# Internationales Fußball-Center Mokpo
Das Internationale Fußball-Center Mokpo ist ein Fußballstadion in der südkoreanischen Stadt Mokpo, Provinz Jeollanam-do. Das Fußballcenter besteht aus mehreren Fußballplätzen. März 2007 wurde der Spatenstich gelegt und August 2009 wurde das Fußballcenter eröffnet. Das Stadion wird vom Franchise FC Mokpo als Heimspielstätte genutzt. 